# Удельное акустическое сопротивление
Удельное акустическое сопротивление упругой среды — величина, равная отношению амплитуды звукового давления в среде к колебательной скорости её частиц при прохождении через среду звуковой волны:
{\displaystyle Z_{S}={p_{0} \over v}}
Единица измерения — паскаль-секунда на метр (Па•с/м). Удельное акустическое сопротивление можно рассчитать через плотность среды ρ и скорость звука c в ней:
ZS = ρc
Например:
- ZS = 417 Па•с/м для сухого воздуха при 15 °C и стандартном атмосферном давлении ρ = 1,225 кг/м3, c = 340,3 м/с.
- ZS = 600 Па•с/м для резины.
- ZS = 150•104 Па•с/м для воды.
- ZS = 4180•104 Па•с/м для меди.
- ZS = 4600•104 Па•с/м для стали.